# Petites Sœurs de la Sainte-Famille (Vérone)
Ne doit pas être confondu avec Sœurs de la Sainte Famille de Vérone ou Petites Sœurs de la Sainte-Famille (Sherbrooke).
Les Petites Sœurs de la Sainte-Famille (en latin : Congregatio Sororum a Sacra Familia Veronae) sont une congrégation religieuse féminine enseignante et hospitalière de droit pontifical.

## Historique
La congrégation est fondée par le père Joseph Nascimbeni (1851 - 1922), prêtre de Brenzone, ne trouvant pas de congrégation religieuse pour l'aider dans ses œuvres caritatives et sous la suggestion de Bartolomeo Bacilieri,  coadjuteur de Luigi di Canossa, le père Joseph décide de fonder un nouvel institut dans le but d'éduquer les enfants, d'aider les malades et les personnes âgées. 
Le 4 novembre 1892 à Vérone, Maria Domenica Mantovani (1862 - 1934) fait sa prise d'habit et prononce ses vœux avec trois compagnes ; le 6 novembre 1892, la petite communauté fait son entrée à Brenzone. Les sœurs augmentent rapidement en nombre et en 1895 elles ouvrent la première succursale à Tirano.
L'institut obtient l'approbation diocésaine le 1er janvier 1903 et reçoit du pape le décret de louange le 26 août 1910; leurs constitutions sont définitivement approuvées par le Saint-Siège le 1er avril 1941.

## Activités et diffusion
Les Petites Sœurs de la Sainte-Famille se consacrent à l'éducation des enfants, aux patronages, aux orphelins et aux soins des personnes malades à domicile et dans les hôpitaux.
Elles sont présentes en :
- Europe : Italie, Albanie, Suisse.
- Amérique : Argentine, Brésil, Paraguay, Uruguay.
- Afrique : Angola, Togo.

La maison-mère est à Brenzone près du Lac de Garde.
En 2017, la congrégation comptait 602 sœurs dans 82 maisons.